# NGC 2936
NGC 2936 est une vaste galaxie spirale particulière située dans la constellation de l'Hydre. NGC 2936 a été découverte par l'astronome allemand Albert Marth en 1864.

## Caractéristiques
Sa vitesse par rapport au fond diffus cosmologique est de 7 397 ± 24 km/s, ce qui correspond à une distance de Hubble de 109,1 ± 7,7 Mpc (∼356 millions d'al).
Selon la base de données Simbad, NGC 2936 est une galaxie à noyau actif.

## Galaxies en interaction
La galaxie NGC 2936 est en forte interaction gravitationnelle avec sa voisine NGC 2937, une galaxie elliptique. Cette interaction lui a donné un aspect qui est loin de celui d'une galaxie spirale. Sa forme lui a valu le surnom de galaxie du marsouin (« porpoise » en anglais). Ensemble, ces deux galaxies figurent d'ailleurs dans l'atlas des galaxies particulières de Halton Arp sous la cote Arp 142. Halton Arp les utilise comme un exemple provenant d'une galaxie elliptique. Cette paire de galaxies figurent également dans l'atlas des galaxies à anneau (Atlas and Catalog of Collisional Ring Galaxies) de Madore, Nelson et Petrillo.

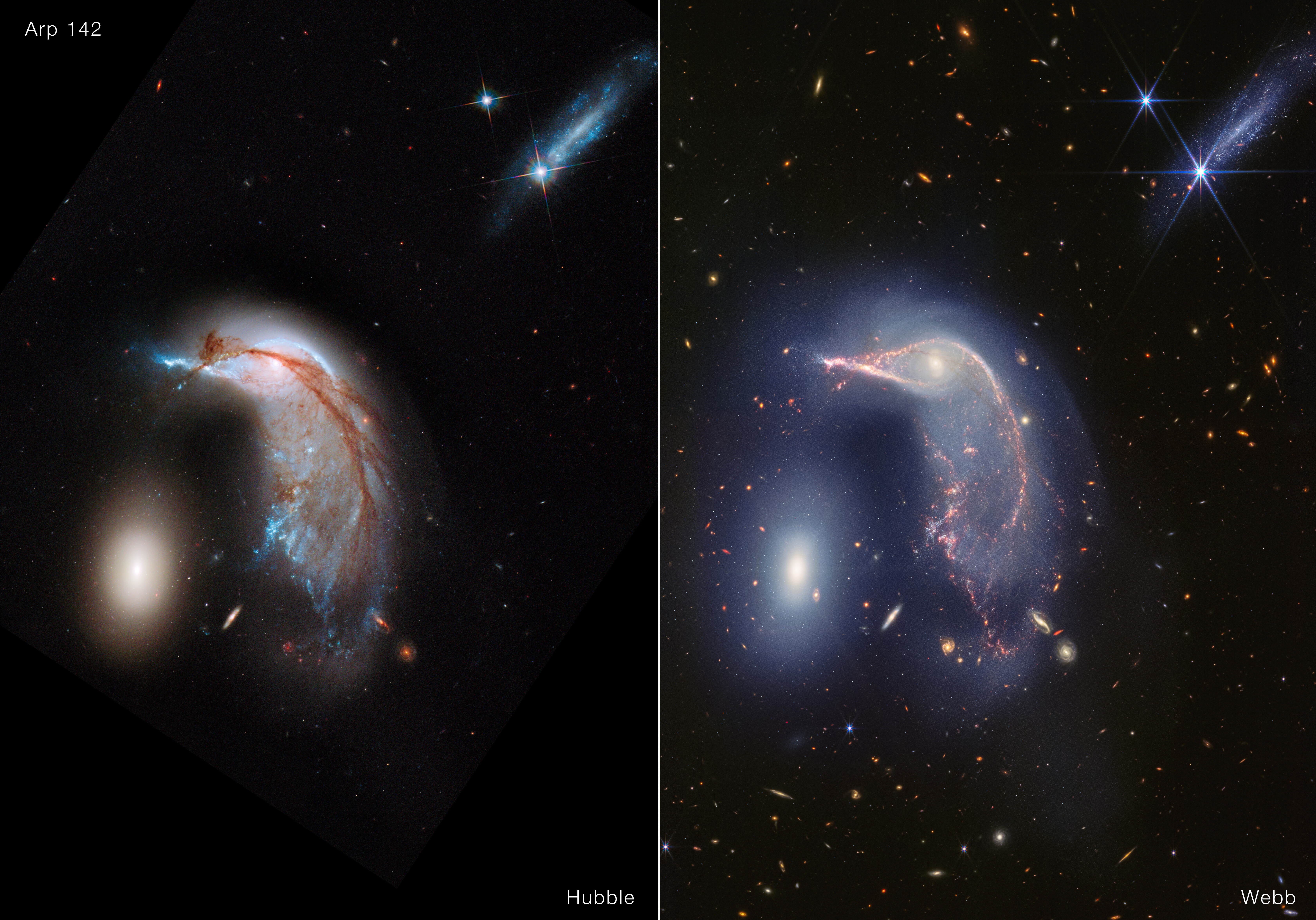
Arp 142 imagé par les télescopes spatiaux Hubble et James Webb.